# Majkl Grezček
Majkl "Shroud" Grezček (2. jun 1994) bivši je profesionalni gejmer i strimer. Rođen u Kanadi. Proslavio se u video igrama Kanter Strajk-Globalna Ofanziva, PUBG i Fortnajt.

## Karijera
Kao mali, otac ga je upoznao sa video igrama, posle izkaženog talenta u Kanter Strajku 1.6 vrlo brzo je prešao na gradske turinre. Sa izlaskom nove verzije kantera, biva primećen od drugih profesionalnih gejmera i prelazi na takmičarsku scenu. Tokom 2014. promenio je 4 tima i prešao u Klaud 9. Gde  je sa svojih četiri saigrača osvojio, na raznim turnirima, pet prvih mesta, i dva druga mesta. Na žalost mnogih fanova prestao je sa profesionalnim gejmingom. Trenutno redovno strimuje PUBG i ostale igre preživljavanja na tviču.

## Nagrade
- ESL Pro League Season 4 — prvo mesto
- PGL Regional Minor Championship Americas / PGL Major Krakow 2017 — prvo mesto
- iBUYPOWER Cup 2015 — prvo mesto
- Northern Arena 2016 : Toronto — drugo mesto
- ESL ESEA NA Pro League S1 — prvo mesto
- iBUYPOWER Invitational 2016 Spring — prvo mesto
- ESL ESEA Pro League S1 — drugo mesto
- Esports Championship Series S3 — treće mesto